# 劇団東京ハイビーム
劇団東京ハイビーム（げきだんとうきょうハイビーム）は、日本の劇団。主宰は演出家、脚本家、劇作家の吉村ゆう。

## 概要
吉村ゆう作品を上演することが多いが、他にも外部から作家を招き、オムニバス公演などを行っている。
2015年5月〜6月には、菊池寛の戯曲「父帰る」を「父帰る2015」として舞台化。
2016年8月には劇団で初めて、漫画原作での舞台作品「ミッドナイト」(原作：手塚治虫)を、東京ハイビーム＋四谷天窓提携公演として上演。
2017年7月～は、東京ハイビーム・四谷天窓提携企画ロングラン公演『私を殺して...』を上演。動員2000名を突破する。
2017年9月には、劇団初の海外公演として韓国ツアー公演を実施。韓国･グミ東アジア演劇祭に日本代表として招聘される。
2019年4月には、劇団初の新人公演で｢シェアハウスの懲りない奴ら｣を上演。吉村ゆう監修･プロデュースのもと、脚本はSHORT GUNシリーズ常連の清野拓人で、演出は藤村直樹が行う。
2019年9月第31回池袋演劇祭に「ホスピタル」で参加。50団体中、全体の4位に当たる“豊島区長賞”を受賞。
2021年9月第33回池袋演劇祭に「新My Sweet Baby」で参加し大賞を受賞。

## 作品暦

### 本公演
- 旗揚げ公演「オー・マイ・ゴースト」（2012年2月）
- vol.2「ホスピタル」（2012年11月）
- vol.3「最終電車」（2013年3月）
- vol.4「STAR☆WALK」(2013年9月）
- vol.5「時空計画」(2014年4月)
- vol.6「ラブ and ソルト」(2014年11月)

　　　オムニバス公演。『愛されたがる子』(中澤香織作品)・『運命の人』『異民移民』(笠井健夫作品)・『裸で散歩』『素敵な関係』(吉村ゆう作品)を上演。
- vol.7「ラブ and ソルト その2」（2015年4月）

　　オムニバス公演。『僕のタクシーのうしろに乗りなよ』(鈴木アツト作品)・『恋泥棒』『一つ屋根の下』(笠井健夫作品)・『その扉は開けないで～Don't open the door～』『素敵な関係2』(吉村ゆう作品)を上演。
- vol.8「ホスピタル」(再演)(2015年11月)
- vol.9「SHORT GUN」(2016年4月)

　　オムニバス公演。『突っ走れ、花嫁！！』(鈴木アツト作品)・『結婚式場の怪人 phantom of the wedding hall』『もしパン』(笠井健夫作品)・『はなしあい』(鹿目由紀作品)・『ある日突然に～サダオシリーズ3～』『素敵な関係』(吉村ゆう作品)を上演。
- vol.10「SHORT GUN SECOND SHOT」(2016年11月)

　　オムニバス公演。『パパの好きな人』(鈴木アツト作品)・『恋泥棒　～万引きGメン～』(笠井健夫作品)・『だましあい』(鹿目由紀作品)・『夕立のいたずら』(作者：清野拓人、潤色：吉村ゆう)・『裸で散歩』『ゴーストよ、こんにちわ』(吉村ゆう作品)を上演。
- vol.11「My Sweet Baby」(2017年5月)
- vol.12「SHORT GUN THIRD SHOT」(2017年12月)

　　オムニバス公演。『天才の推理と凡人の心理』(鹿目由紀作品)・『ムギちゃん、ハルちゃん、五万円』(中澤功作品)・『佑ちゃんのチェンジアップ』(鈴木アツト作品)・『アニバーサリー』(清野拓人作品)・『その扉は開けないで～Don't open the door～』『ゴーストよ、こんにちわ』(吉村ゆう作品)を上演。
- vol.13「Welcome to パラダイス」(2018年8月)
- vol.14「SHORT GUN 4th SHOT」(2018年12月)

　　オムニバス公演。『ラストステージをあなたと』(鈴木アツト作品)・『おうじさまがカエル』(高石紗和子作品)・『クズを殺す』(鹿目由紀作品)・『聖なる夜の不純な奴ら』(清野拓人作品)・『裸で散歩』『素敵な同居』(吉村ゆう作品)を上演。
- vol.15「ホスピタル」(2019年9月･第31回池袋演劇祭参加作品)※豊島区長賞受賞
- vol.16 東京ハイビーム１０周年記念公演「SHORT GUN ５th SHOT」(2020年4月⇒2020年12月へ延期し上演)

　　オムニバス公演。『失恋しない女』(作：鹿目由紀)・『On The Bench』(作：清野拓人)・『虚飾なく』(作：平塚直隆)・『恋は門限のうち』(作：高石紗和子)・『素敵な同窓会』『その扉は開けないで』(作：吉村ゆう)
※新型コロナウイルスの感染拡大防止のため2020年12月に延期
- vol.17 「SHORT GUN 6th SHOT」(2023年4月)

　　オムニバス公演。『中村と三人の魔女』（作：鹿目由紀）・『ＯＬＤ　ＭＥＮ』（作：清野拓人）・『シークレット・ラブ』(作：吉村ゆう )・『大事故物件』(作：平塚直隆)・『犬も食わない』(作 :吉村ゆう)

### 企画公演他
- 「父帰る2015」（2015年5月・6月）
- 四谷天窓＋東京ハイビーム提携企画公演　手塚治虫原作『ミッドナイト』（2016年8月）
- 東京ハイビーム・四谷天窓提携企画ロングラン公演『私を殺して...』(2017年7月～10月)
- グミ東アジア演劇祭公式招聘作品 韓国ツアー『ゴーストよ、こんにちわ』(2017年9月6日～9月7日 釜山 ハンギョルアートホール・2017年9月10日 グミ東アジア演劇祭参加)
- 東京ハイビ－ム×ベニバラ兎団　合同企画 2～3月ロングラン公演「Selection Theater」(2018年2月20日～3月10日)※「俺たちの旅路｣～サダオシリ-ズ～と｢素敵な関係｣＋恋バナト-クを日替わり上演
- 東京ハイビーム新人公演vol.1『シェアハウスの懲りない奴ら』(2019年4月)※作：清野拓人/演出：藤村直樹/監修・プロデュース： 吉村ゆう
- ☆東京ハイビーム＋日本放送作家協会60周年企画★ロングランシアター『私を殺して・・・』(2019年5月～7月）
- 東京ハイビーム・プロデュース公演『ティーチャーズ』　〜職員室より愛を込めて〜（2019年12月）
- 東京ハイビーム・プロデュース公演『気分はハイビーム～配信もしちゃうぞ～』(2020年9月～10月)※A～Dの４パターン公演
- 東京ハイビーム・プロデュース公演『月1配信ショートシアター』(2021年6月～9月)※短編作品数種類を4カ月定期配信。一部観客動員公演あり。
- 東京ハイビームプロデュース　池袋演劇祭参加作品「新My Sweet Baby」（2021年9月）※第33回池袋演劇祭で大賞を受賞。
- 第33回池袋演劇祭大賞受賞公演『ＯＨ！Ｍｙゴ－スト』(2022年8月～9月)
- グミ東アジア演劇祭公式招聘作品『SADAO』(2023年9月3日 グミ東アジア演劇祭参加)

### イベント
- 東京ハイビーム・四谷天窓提携企画ロングラン公演『私を殺して...』イベント　東京ハイビームトークショー　(2017年10月6日・四谷天窓）

## メンバー
- 吉村ゆう（※作家・演出家）
- 藤村直樹
- 小林正典
- 桑原辰旺
- 黒田由祈
- 清水瑠菜
- 近江知永